# Prieuré Notre-Dame-d'Oulmes
Le prieuré Notre-Dame-d'Oulmes est située à Nuaillé-sur-Boutonne, dans le département français de la Charente-Maritime en région Nouvelle-Aquitaine.

## Historique
Ancien prieuré de chanoines de Saint Augustin, avec prieur nommé par le roi, les bâtiments sont encore préservés à la veille de la Révolution comme le révèle une description datant de 1777.
Il reste aujourd'hui une église en ruines et deux bâtiments de forme rectangulaire. Deux claveaux en pierre, sculptés, conservés au Musée d'art de Saint-Louis dans le Missouri, pourraient provenir de ce prieuré,.
L'immeuble est classé au titre des monuments historiques par arrêté du 14 novembre 1980.